# Klinglbach (Gaflenzbach)
Der Klinglbach ist ein linker Nebenfluss zum Gaflenzbach unterhalb von Gaflenz in Oberösterreich.

## Lauf
Der südlich von Gaflenz entspringende Klinglbach entwässert die Nordseite des zwischen Breitenauer Spitz (1142 m ü. A.) und Hirschkogel (1078 m ü. A.) verlaufenden Kammes; hier vereint er viele kleine Zubringer, darunter den Köhlerhausgraben und der Schwarzbäckergraben. Bei der Lage Wieden stößt später von rechts noch der Bürgertalbach hinzu und danach betritt der Klinglbach nordöstlich von Pettendorf die Talaufweitung des Gaflenzbaches und schwenkt sogleich auf Gaflenz zu, wo er die um 1576 erstmals erwähnte Klinglbachmühle (auch Heubergermühle) antrieb, die auch mit einer Säge ausgestattet war. Der sodann unterhalb von Gaflenz von links in den Gaflenzbach einmündende Klinglbach umfasst ein Einzugsgebiet von 7,83 km² in weitgehend bewaldeter Landschaft.